# Trận Le Bourget lần thứ nhất
Trận Le Bourget lần thứ nhất là một trận đánh trong cuộc Chiến tranh Pháp-Phổ, diễn ra từ ngày 27 cho đến ngày 30 tháng 10 năm 1870. Mặc dù cuộc tiến công vào thị trấn Le Bourget của quân đội Pháp dưới sự chỉ huy của tướng Carey de Bellemare giành thắng lợi ban đầu, Thái tử Albert của Vương quốc Sachsen đã hạ lệnh chiếm lại Le Bourget, và một sư đoàn thuộc Lực lượng Vệ binh của Vương quốc Phổ đã tung một đòn phản công vào Le Bourget vào ngày 30 tháng 10, đánh đuổi quân Pháp ra khỏi nơi đây, đồng thời cũng gây cho đối phương thiệt hại rất nặng nề. Cùng với cuộc đầu hàng của một binh đoàn Pháp bị vây khốn tại Metz, thảm họa này đã góp phần gia tăng thái độ bất mãn của dân chúng ở Paris vốn đang bị quân đội Đức vây hãm, trong bối cảnh quân Pháp liên tiếp thất trận và không thể giải vây cho Paris.
Người Đức đã bắt đầu bao vây Paris từ tháng 9 năm 1870, và sau một số cuộc tấn công thất bại của quân đội Pháp, tướng Bellemare – người chỉ huy đồn quân Pháp tại Saint-Denis – đã tự ý tiến công Le Bourget nhằm tiến hành phá vây về hướng đông bắc. Nơi đây có một đội quân trú phòng yếu ớt của lực lượng Vệ binh Phổ trấn giữ. Tuân thủ mệnh lệnh của Bellemare, lực lượng francs-tireur của Pháp đã gây choáng ngợp cho chi đội Phổ bố phòng ngôi làng Le Bourget này và đánh bật quân Phổ ra khỏi đây, trong đêm ngày 27 tháng 10 năm 1870. Sáng hôm sau (28 tháng 10), quân đội Phổ thực hiện một cuộc chống trả tại nhà thờ làng và Bellemare đã tăng viện cho lực lượng tấn công của ông ta, cuối cùng quân đội Pháp đã làm chủ Le Bourget. Dân chúng Paris vui mừng và Bellemare đã yêu cầu thống đốc Paris là Louis Jules Trochu chi viện, tuy nhiên Trochu đã tỏ ra bất hợp tác với Bellemare. Trong khi đó, phần đất mà quân Pháp chiếm được không có giá trị gì và các cuộc công pháo của quân đội Đức sẽ còn gây bất lợi cho quân Pháp tại đây, và bộ tham mưu của Trochu đã bày tỏ thái độ ảm đạm như thường lệ đối với chiến tranh chiến hào. Tuy nhiên, người Đức cũng cảm thấy khu vực này là khó chiếm lại và Bộ Tổng tham mưu Đức đã đâm ra lo ngại khi vị Thái tử xứ Sachsen phát lệnh tái chiếm Le Bourget. Song, vào ngày 30 tháng 10 năm 1870, sau một ngày pháo kích, Sư đoàn Vệ binh số 2 của Phổ do tướng Rudolph Otto von Budritzki chỉ huy đã tiến hành phản kích.
3 đội hình hàng dọc của Phổ đã cùng nhau kéo về Le Bourget, gây quân Pháp choáng ngợp. Quân đội Phổ đã chiến đấu mãnh liệt để rửa hận và cuộc giao chiến đã diễn ra nảy lửa. Cuộc tiến công quyết liệt do ông phát động cũng thể hiện lòng dũng cảm của tướng Budritzki trong chiến đấu. Sức kháng cự mạnh mẽ của quân Pháp cuối cũng đã bị đập tan và quân Đức làm chủ được toàn bộ ngôi làng.. Với việc triển khai các đội hình lẻ của Vệ binh Phổ, thắng lợi của họ cũng được xem lần đầu tiên trong lịch sử quân sự mà các vấn đề của quân bộ binh khi tiến công các vị trí phòng ngự có trang bị súng trường nạp hậu được giải quyết thành công. Quân Pháp rút lui, và một đợt công kích khác của quân Pháp cũng bị bẻ gãy trong trận Le Bourget lần thứ hai cuối năm đó.